# Delhi (stad)
Delhi (Hindi: दिल्ली Dillī, Urdu: دیلی) is een stad (metropool) in India. De stad valt bestuurlijk niet onder een deelstaat maar is een "territorium", dat onder andere het district New Delhi bevat, de hoofdstad van India. 
Bij de volkstelling in 2011 had Delhi 16.8 miljoen inwoners en is de grootste stad van India. De gehele verstedelijkte agglomeratie Groot-Delhi, inclusief de voorsteden Faridabad, Ghaziabad, Gurgaon en Noida heeft in totaal 35,7 miljoen inwoners (2025). Dit is qua inwonertal de vierde metropool van de wereld
Delhi is een industriestad, verkeersknooppunt, een cultureel centrum met universiteiten, theaters, musea, galerieën en historische bouwwerken uit de Mogoltijd. Delhi was van 1912 tot 1931 de hoofdstad van Brits-Indië. Sinds 1931 geldt alleen het stadsdeel New Delhi officieel als hoofdstad, een situatie die niet veranderde na de onafhankelijkheid van India.

## Geschiedenis
Delhi is volgens de traditie de locatie van Indraprastha, de hoofdstad van de Pandava's in het epos Mahabharata. Tot aan het begin van de negentiende eeuw bevond zich op deze plek het dorp "Indarpat".
Opgravingen hebben scherven van grijs geschilderd aardewerk boven aarde gebracht (circa 1000 v.Chr.) die door sommige archeologen worden geassocieerd met de tijd van de Mahabharata, maar er zijn geen samenhangende sporen van nederzettingen gevonden.
De eerste architectonische overblijfselen stammen uit de Mauryaperiode (3e en 2e eeuw v.Chr.). Vanaf dat moment kent het gebied onafgebroken nederzettingen. In 1966 werd er vlak bij Srinivaspuri een inscriptie ontdekt van keizer Ashoka (273-236 v.Chr.).
In de Prithvirajaraso wordt de Rajputheerser Anangpal genoemd als de stichter van Delhi. Hij zou de Lal-Kot hebben gebouwd en tevens de IJzeren Pilaar naar de stad hebben gebracht. Tussen 900 en 1192 was Delhi een kleine vestingstad onder opeenvolgende Rajputdynasties. De naam "Dhilli" of "Dhillika" verschijnt voor het eerst op een inscriptie uit 1170 uit Udaipur. De verovering van de stad door de islamitische krijgsheer Qutbuddin Aibak in 1192 zou zowel het lot van de stad als de geschiedenis van India aanzienlijk veranderen. Qutbuddin stichtte in 1206 het sultanaat Delhi, waarvan Delhi de hoofdstad was. Het was voor het eerst sinds Harsha in de 7e eeuw dat het noorden van India verenigd werd. Het hoogtepunt van het sultanaat kwam in de 14e eeuw, toen onder de sultans Alauddin Khalji en Muhammad bin Tughluq ook grote delen van de Dekan en het zuiden van India werden veroverd. Toen de Marokkaanse ontdekkingsreiziger Ibn Battuta de stad in 1334 bezocht trof hij een bruisende metropool. Het economische wanbeleid van Muhammad bin Tughluq putte de schatkist echter uit en er braken opstanden uit op het platteland, die op hun beurt hongersnood tot gevolg hadden. De veroverde gebieden gingen weer verloren omdat de gouverneurs zich onafhankelijk verklaarden na het uitblijven van soldij. Het sultanaat herstelde zich enigszins in de latere 14e eeuw, maar daaraan kwam een abrupt einde toen in 1398 de Centraal-Aziatische krijgsheer Timoer Lenk India binnenviel en de stad plunderde.
Na de dood van Timoer in 1405 wisselde de macht in Delhi verschillende keren tot Khizir Khan in 1414 het sultanaat herstelde en de Syed- of Sayyidendynastie (1414-1451) stichtte. Hun invloed bleef beperkt tot Delhi en omstreken. De laatste dynastie van het sultanaat Delhi was de Lodidynastie (1451-1526). Deze periode werd gekenmerkt door opstanden van de edelen en de strijd tussen centralisatie en decentralisatie van de macht. De laatste sultan, Ibrahim, kwam om in de slag bij Panipat tegen de invallende Mogols.
Tijdens het sultanaat Delhi en de erop volgende Mogolperiode lagen in het gebied van de huidige agglomeratie zeven opeenvolgende steden, waarvan sommige ruïnes nog steeds gezien kunnen worden:
1. Het fort Qila Rai Pithora, gebouwd door Qutb-ud-din Aibak, nabij de oudste Rajput-nederzetting in Lal-Ko.
2. Siri, gebouwd door Alauddin Khilji in 1303.
3. Tughluqabad, gebouwd door Ghiyazudin Tughluq (1321-1325).
4. Jahanpanah, gebouwd door Muhammad bin Tuqhluq (1325-1351).
5. Kotla Firoz Shah, gebouwd door Firuz Shah Tughluq (1351-1388).
6. Het fort Purana Qila, gebouwd door Sher Shah Suri en Dinpanah, gebouwd door Humayun. Beide in hetzelfde gebied nabij de vermoedelijke plek van het legendarische Indraprastha (1538-1545).
7. Shahjahanabad, gebouwd door Shah Jahan van 1638 tot 1649, dat op de plek van het huidige Lal Qila (het rode fort) en de winkelstraten van Chandni Chowk lag.

In het midden van de zeventiende eeuw bouwde de Mogolkeizer Shah Jahan (1628-1658) de stad die nog steeds soms zijn naam draagt (Shahjahanabad), de zevende stad van Delhi, die bekendstaat als de oude stad of "Old Delhi". Deze stad herbergt veel architectonische bezienswaardigheden; in het bijzonder het Rode Fort (Lal Qila). Deze stad fungeerde vanaf 1648 opnieuw als de hoofdstad van het Mogolrijk, toen Shah Jahan de hoofdstad verplaatste vanuit Agra. Aurangzeb (1658-1707) kroonde zichzelf in 1658 tot keizer in de Shalinar garden ('Aizzabad-Bagh) in Delhi, een tweede kroning vond plaats in 1659. Delhi bleef daarna nog twee eeuwen het bestuurlijke en culturele centrum van de Mogols, hoewel hun macht over de rest van India steeds verder afnam. De latere Mogolkeizers hadden in feite alleen macht over het gebied rondom de stad Delhi. 
Na de Indiase Opstand van 1857 werd Delhi door de Britten geplunderd en de bevolking afgeslacht. Grote delen van de stad werden verwoest. De laatste Mogolkeizer, Bahadur Shah Zafar II, werd naar Rangoon verbannen. Delhi was de hoofdstad van Brits-Indië tussen 1912 en 1931, eerder was dat Calcutta. Tijdens een grootschalige herbouw zijn delen van de oude stad afgebroken om plaats te maken voor het koloniale New Delhi, dat in 1931 de hoofdstad van Brits-Indië werd en na de onafhankelijkheid in 1947 hoofdstad van India.

## Belangrijke bezienswaardigheden
- De Qutub Minar: Dit is oorspronkelijk een Rajput stambha gebouwd in de 7de eeuw. Door de Mogols verbouwd tot minaret. een toren uit 1206 van vijf verdiepingen hoog , gebouwd ter ere van de overwinning van de Mogols op de Hindoes.
- De Jama Masjid: Dit is de grootste moskee van India
- Het Rode Fort (Lal Qila): Rode zandstenen muren van 33 meter hoog met een lengte van 2 kilometer
- Akshardham: Een tempelcomplex, geopend in 2005.

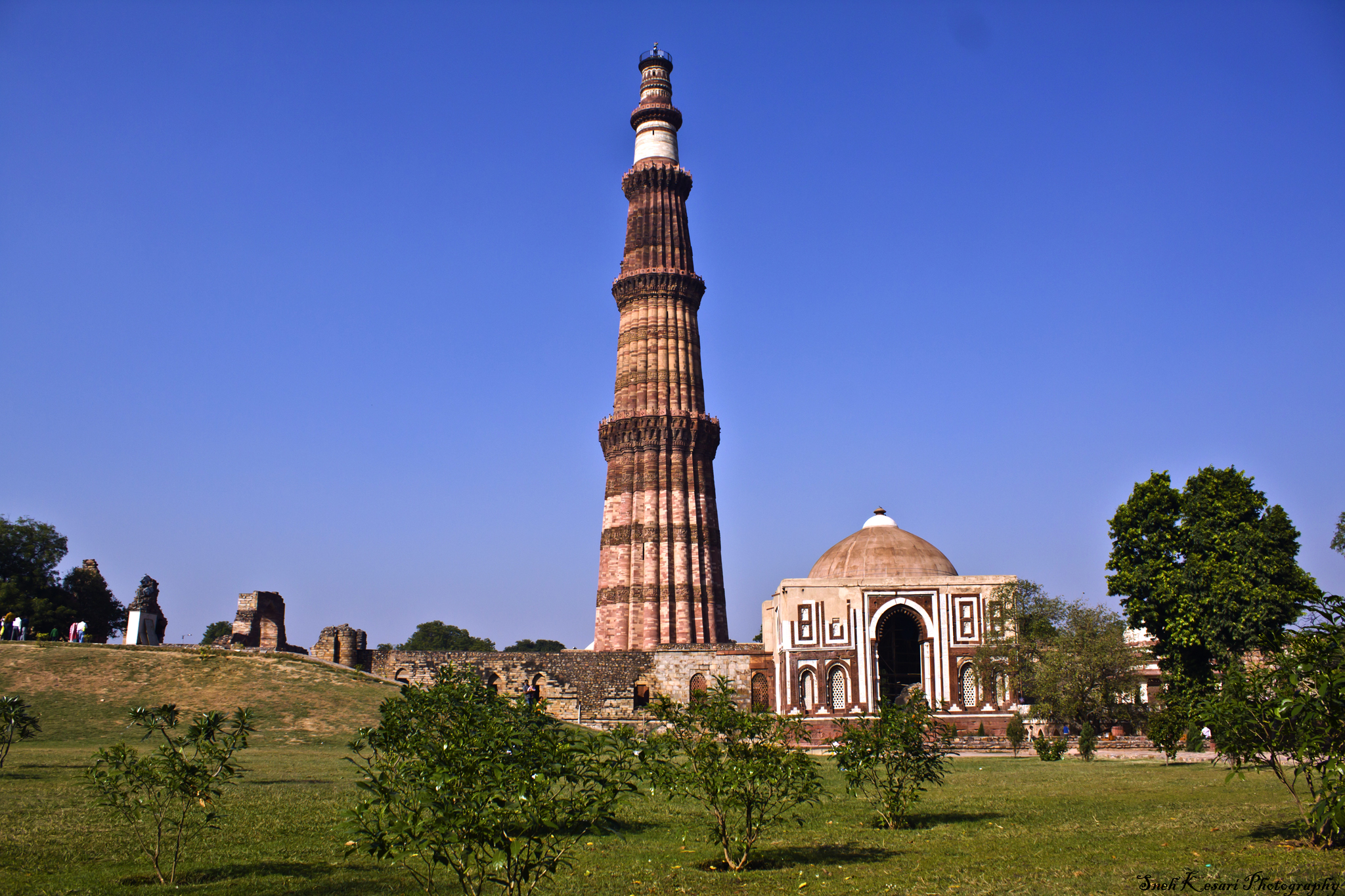
De Qutb Minar
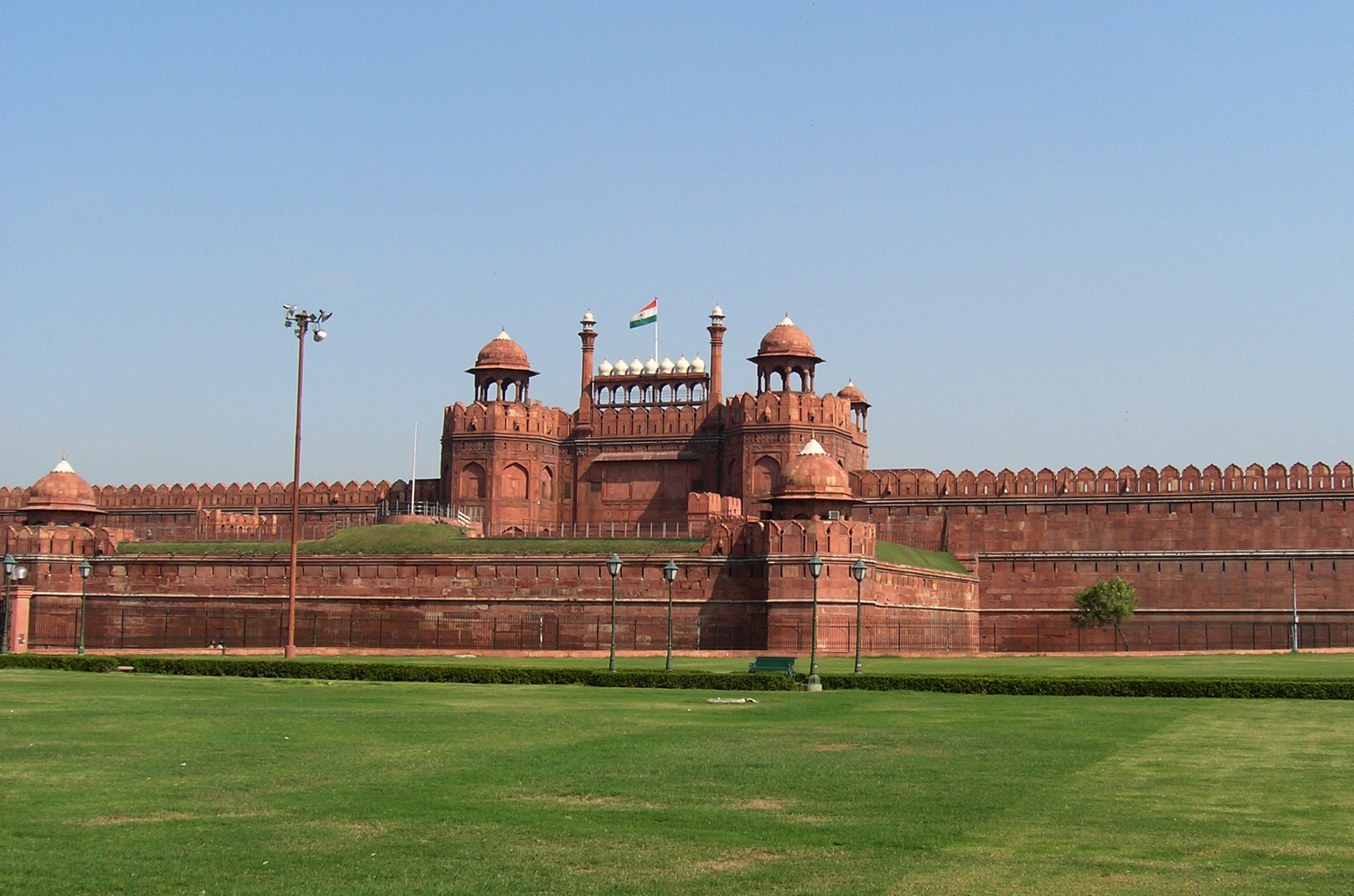
Rode Fort (Lal Qila)

## Bestuur en indeling
De gemeente Delhi wordt bestuurd door de Municipal Corporation of Delhi (MCD). De gemeente ligt verspreid over alle elf districten van het Nationaal Hoofdstedelijk Territorium van Delhi (Engels: National Capital Territory of Delhi (NCT)). De bevolking van de gemeente is als volgt over deze districten verspreid (inwoners census 2001):
- Noordwest (1.849.822)
- West (1.743.980)
- Zuid (1.626.292)
- Zuidwest (1.196.074)
- Oost (1.100.680)
- Noordoost (995.432)
- Noord (650.719)
- Centraal (640.515)
- New Delhi (13.925)
- Zuidoost (sinds 2012)
- Shahdara (sinds 2012)

In deze districten zijn verder ook steden en andere plaatsen te vinden die niet onder de gemeente Delhi vallen. Het Nationaal Hoofdstedelijk Territorium van Delhi herbergt naast de gemeente Delhi ook nog twee andere gemeentes, die van New Delhi (New Delhi Municipal Council (NDMC)) en Delhi Cantonment (Delhi Cantonment Board). Plaatsen met meer dan 100.000 inwoners (2001) die buiten deze drie gemeenten vallen zijn Bhalswa Jahangir Pur, Kirari Suleman Nagar, Sultan Pur Majra, Karawal Nagar, Dallo Pura, Nangloi Jat en Deoli.
Daarnaast zijn er vier grote satellietsteden die buiten het Nationaal Hoofdstedelijk Territorium van Delhi vallen: Gurgaon en Faridabad in de staat Haryana, en Noida en Ghaziabad in de staat Uttar Pradesh.

## Economie

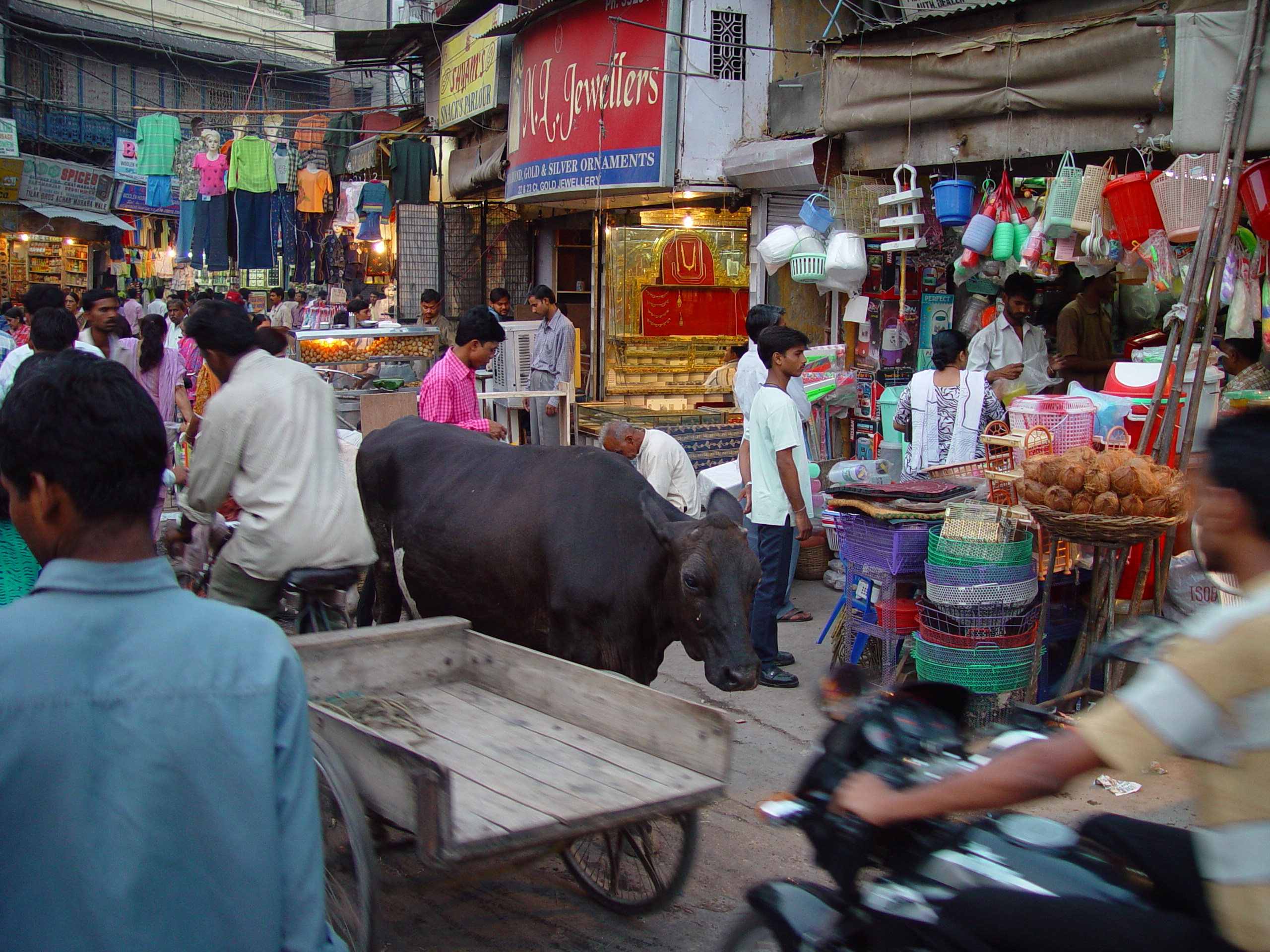
Bazaar in de oude stad

Delhi is een van de grootste economieën van India, ondanks dat het kleiner is qua inwonersaantal dan Mumbai. Dit komt hoofdzakelijk omdat het inkomen per hoofd van de bevolking hier veel hoger is dan in andere steden. Sinds de jaren negentig is het de belangrijkste plek in India voor directe buitenlandse investeringen. Vele multinationals hebben hun hoofdkantoren in Delhi of aangrenzende steden.

## Verkeer
Delhi is een nationaal en internationaal verkeersknooppunt met autosnelwegen, busterminals, spoorbanen, een metro en twee vliegvelden.
De totale lengte van het wegennet van Delhi nam toe van 28508 km in 2000-2001 tot 32663 km in 2011; hierin worden de 388 km nationale hoofdwegen van het Departement Openbare Werken meegerekend, maar niet de snelwegen van de National Highways Authority of India. Het wegennet is georganiseerd ten opzichte van een aantal ringwegen die na de onafhankelijkheid werden aangelegd door de Delhi Development Authority. De meeste wegen worden beheerd door de Delhi Municipal Corporation; andere wegbeheerders zijn de New Delhi Municipal Corporation, de Delhi Cantonment Board en de Delhi Development Authority. Sinds de economische liberalisering van het begin van de jaren 1990 is het aantal persoonlijke voertuigen beduidend toegenomen, terwijl het openbaar vervoer achterbleef.

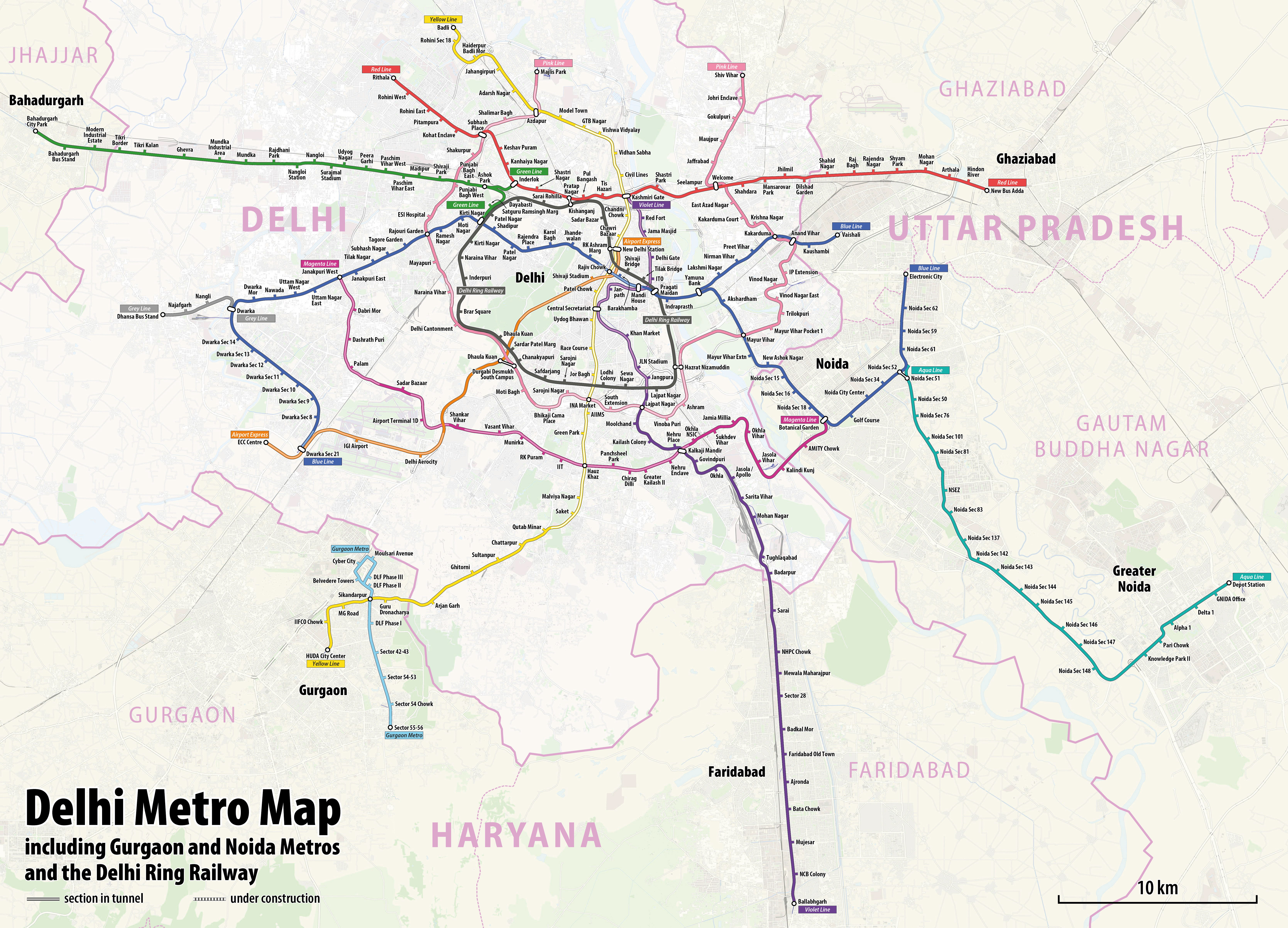
Schematische kaart van de metro van Delhi

Er is in 2002 begonnen met het aanleggen van een metro, die door het gehele stedelijke gebied van Delhi en New Delhi zal rijden. De verwachting is dat de metro klaar zal zijn in 2022.
De internationale vluchten vertrekken en landen 23 kilometer ten zuidwesten van het stadscentrum op en vanaf "Indira Gandhi International Airport". De nationale vluchten vertrekken en landen op en vanaf het 15 kilometer ten zuidwesten van de stad gelegen "Domestic Airport".

## Sport
- Van 2011 tot 2013 werd in Delhi de Grote Prijs van India van de Formule 1 gereden.

## Milieu
Inzake luchtkwaliteit staat Delhi bekend als een van de meest vervuilde steden ter wereld, in die mate dat de overheid er reeds meermaals de noodtoestand moest uitroepen. In het najaar verergert de situatie wanneer vele boeren hun oogstafval verbranden, met als kritiek hoogtepunt het traditionele vuurwerk op het Divali-feest, begin november.

## Bekende inwoners van Delhi
- Lijst van inwoners van New Delhi

### Geboren
- Nasiruddin Mahmud (1229/30-1266), sultan van Delhi
- Ahmad Shah Bahadur (1725-1774), padishah van het Mogolrijk
- Arthur Charles Hind (1904-1991), hockeydoelman
- Pran (1920-2013), acteur
- Mukesh (1923-1976), zanger
- Jaswant Singh Rajput (1926-2015), hockeyer
- Madhubala (1933-1969), actrice
- Joginder Singh (1940-2002), hockeyer
- Peter Sarstedt (1941-2017), Indiaas-Brits singer/songwriter
- Arif Hasan (1943), architect, sociaalfilosoof en dichter
- Pervez Musharraf (1943-2023), militair, premier (1999-2001) en president van Pakistan (2001-2008)
- Robin Sarstedt, Brits zanger (overleden 2022)
- Shakti Kapoor (1952), acteur
- Bipasha Basu (1979), actrice en model
- Sidharth Malhotra (1985), acteur
- Divij Sharan (1986), tennisser
- Tania Sachdev (1986), schaakster
- Vaani Kapoor (1988), actrice
- Virat Kohli (1988), cricketspeler
- Laksh Lalwani (1996), acteur

### Overleden
- Iltutmish (?-1236), sultan van Delhi
- Muizuddin Qaiqabad (1269-1290), sultan van Delhi
- Alauddin Khalji (ca.1266-1316), sultan van Delhi
- Firuz Shah Tughluq (1309-1388), sultan van Delhi
- Shah Alam II (1728-1806), padishah van het Mogolrijk

### Woonachtig (geweest)
- Qutbuddin Aibak (?-1210), sultan van Delhi
- Razia (ca.1205-1240), sultana van Delhi
- Ghiyasuddin Balban (ca.1205-1287), sultan van Delhi
- Jalaluddin Firuz Khalji (ca.1220-1296), sultan van Delhi
- Giyathuddin Tughluq (?-1325), sultan van Delhi
- Muhammad bin Tughluq (1290-1351), sultan van Delhi
- Sher Shah Suri (ca.1486-1545), sultan van Delhi
- Ibrahim Lodi (?-1526), sultan van Delhi
- Shah Jahan (1592-1666), Mogolkeizer
- Chiragh Kumar (1983), golfer